# Nikad robom, vazda taxijem – Best of 1
Nikad robom, vazda taxijem – Best of 1 prvi je kompilacijski album bosanskohercegovačkog rock sastava Zabranjeno pušenje. Objavila ga je 1996. godine diskografska kuća TLN-Europa.

## Popis pjesama
Izvor: Discogs
| 1.    | »Hadžija ili bos«                   | Pozdrav iz zemlje Safari, 1987.     | 4:11 |
| 2.    | »Balada o Pišonji i Žugi«           | Pozdrav iz zemlje Safari            | 5:30 |
| 3.    | »Selena, vrati se, Selena«          | Das ist Walter, 1984.               | 4:03 |
| 4.    | »Djevojčice kojima miriše koža«     | Dok čekaš sabah sa šejtanom, 1985.  | 3:52 |
| 5.    | »Anarhija All Over Baščaršija«      | Das ist Walter                      | 1:42 |
| 6.    | »Lutka sa naslovne strane«          | Dok čekaš sabah sa šejtanom         | 3:32 |
| 7.    | »Šeki is on the Road Again«         | Das ist Walter                      | 3:35 |
| 8.    | »Vuk«                               | Dok čekaš sabah sa šejtanom         | 3:40 |
| 9.    | »Šokiraš me majke mi (Stanje šoka)« | Dok čekaš sabah sa šejtanom         | 3:10 |
| 10.   | »Zenica Blues«                      | Das ist Walter                      | 2:27 |
| 11.   | »Fikreta (Posljednja oaza)«         | Pozdrav iz zemlje Safari            | 3:32 |
| 12.   | »Ibro dirka«                        | Dok čekaš sabah sa šejtanom         | 3:20 |
| 13.   | »Guzonjin sin«                      | Male priče o velikoj ljubavi, 1989. | 4:03 |
| 14.   | »Kanjon Drine«                      | Male priče o velikoj ljubavi        | 1:58 |
| 15.   | »Na straži pored Prizrena«          | Male priče o velikoj ljubavi        | 4:02 |
| 16.   | »Baš Čelik«                         | Dok čekaš sabah sa šejtanom         | 2:43 |
| 55:20 |                                     |                                     |      |

## Osoblje
Preneseno s omota albuma.
Produkcija
- Davor Sučić – produkcija
- Mustafa Čengić – produkcija
- Mahmut "Paša" Ferović – produkcija
- Sven Rustempašić – produkcija

Dizajn
- Zenit Đozić – dizajn, fotografija
- Srđan Velimirović – dizajn, fotografija